# Макдоннелл, Джеймс Смит
Джеймс Смит Макдоннелл (англ. James Smith McDonnell, 9 апреля 1899 — 22 августа 1980) — американский авиаконструктор, пионер авиации и основатель компании McDonnell Aircraft Corporation, а затем McDonnell Douglas.

## Ранние годы
Джеймс Макдоннелл родился в г. Денвер, вырос в г. Литтл-Рок. Он закончил Принстонский университет и получил степень магистра в области авиационной инженерии Массачусетском технологическом институте. После окончания института он начал работать в подразделении Stout Metal Airplane компании Ford. В 1927 г. он переходит в компанию Hamilton Metalplane Company и начинает работу над цельнометаллическими аэропланами. Также работал в Keystone Aircraft Corporation.

## Карьера
В 1928 г. Макдоннелл открыл собственную компанию J.S. McDonnell & Associates и с помощью двух других инженеров начал проектирование своего первого самолёта под собственным именем. Этот самолёт принял участие в конкурсе на создание безопасного самолёта с призовым фондом в 100 тысяч долларов, организованном Фондом Дэниела Гуггенхайма. Самолёт назывался McDonnell Doodlebug. Проигрыш на конкурсе (победителем стал Curtiss Tanager) и отсутствие коммерческих заказов в связи с Великой депрессией привели к закрытию компании, а Макдоннелл в 1931 г. ушёл работать в компанию Great Lakes Aircraft Company, откуда его переманили в компанию Glenn L. Martin Company.
McDonnell ушёл из Martin в 1938 году и годом позже основал McDonnell Aircraft Corporation. Компания располагалась в г. Сент-Луис и больше всего известна своими истребителями F-4 Phantom II и спускаемыми капсулами для космических кораблей Mercury и Gemini.
В 1967 году McDonnell Aircraft объединилась с Douglas Aircraft Company, чтобы создать общую компанию McDonnell Douglas.
На посту президента компании в 1980 году Джеймса Макдоннелла заменил племянник Сэнфорд Макдоннелл.

## Личная жизнь
Джеймс Макдоннелл был дважды женат. Имел двоих детей от первого брака. После смерти первой жены женился вторично и усыновил детей своей жены от предыдущего брака.

## Увековечивание памяти
В честь Джеймса Макдоннелла названы парки, школы, аудитории, залы и лаборатории в университетах, а также бульвар неподалёку от аэропорта Сент-Луиса.